# Pain of Salvation
A Pain of Salvation egy svéd progresszív rock együttes, melynek vezetője és alapítója Daniel Gildenlöw. Daniel Gildenlöw a zenekar legmeghatározóbb alakja, a legtöbb dalt ő jegyzi és hangszereli. A Pain of Salvation zenéje legjobban annak komplexitásról és Daniel Gildenlöw hihetetlen hangterjedelméről híres. A Pain of Salvation másik védjegye, hogy minden eddig megjelent lemezük konceptalbum, így azok mind zenei, mind szellemi szinten külön műalkotásoknak tekinthetőek. A Pain of Salvation számaiban legalapvetőbb témák között a háborúk és annak hatásai, a család, az emberiség, a környezeti problémák, az egyén formálódása, és a lét kérdése találhatóak meg.

## Az együttes nevéről
Az együttes nevét (A megváltás fájdalma) Daniel Gildenlöw találta ki 1991-ben.
„Egy olyan nevet akartam, ami jelent valamit, egy olyan nevet, ami több, mint hangzatos. Számomra a Pain of Salvation egyenlő az egyensúllyal, hogy van jó a rossz mellett. És szintén egy jó kifejezés a mindennapi életben, amikor valami nem úgy történik, ahogy szeretted volna; "hát, ez csak a megváltás fájdalma", hogy megmutasd ez csak egy kicsi akadály a célod elérése előtt.”
„A név lényege, hogy mindennek két oldala van, minden egyensúlyban van.”
„Képzeld el magad kimerülten egy sivatag közepén… ha lepihensz a fájdalmad elmúlik, viszont biztosan meghalsz. Ha elindulsz vízért, talán még jobban kimerít, de meg is mentheti az életedet.”

## Pályafutás

### 1984-1996: A kezdetek
1984-ben, Daniel Gildenlöw (mindössze tizenegy évesen) együttest alapított "Reality" (valóság) néven svédországi szülővárosában, Eskilstunában. A másik alapító tag Daniel Magdic volt, aki egészen az együttes 1997-es debütáló albumáig (Entropia) tagja volt a Pain of Salvationnek. 1987-ben a Reality részt vett egy svéd tehetségkutatón, amelyen a legfiatalabb résztvevőként megnyerték a versenyt, sőt, Daniel Gildenlöw megkapta a legjobb énekesnek járó díjat is.
1990-ben az együttes felépítése megváltozott, dobosként csatlakozott az akkor csak tizennégy éves, ugyanakkor hihetetlenül tehetséges Johan Langell, a basszusgitáros posztra pedig Gustaf Hielm érkezett. A tagcserékre azért volt szükség, mert a csapat két vezetője, Daniel Gildenlöw és Daniel Magdic úgy látták, nehezen tudják zenei elképzeléseiket megvalósítani a korábbi tagokkal. Ekkor, 1991-ben változtatta meg Daniel Gildenlöw a csapat nevét Pain of Salvationre. Az elkövetkező három évben az együttes kisebb sikereket ért el Svédország különböző tehetségkutatóin, ekkor keletkezett a korai albumokon található dalok egy része is.
1994-ben Daniel Gildenlöw öccse, Kristoffer Gildenlöw csatlakozott a csapathoz, váltva ezzel a korábbi basszusgitárost, Gustaf Hielmet (aki később a szintén svéd Meshuggah tagja lett). Ezt nevezhetjük a zenekar első majdnem véglegesnek szánt felállásának (attól a kivételtől eltekintve, hogy még mindig nem volt billentyűsük), hiszen ekkor kezdtek el demót készíteni, s elindulni a profi zenélés útján. Egy helyi stúdióban elkészítették első demójukat, amely a Hereafter címet kapta. Ez az anyag vegyesen tartalmazott régi és új számokat egyaránt (némelyeket felfedezhetünk a zenekar első nagylemezén is). A felvételekkel nem titkolt céljuk volt, hogy kiadót találjanak első nagylemezük számára. 1996-ban találták meg billentyűsüket, Fredrik Hermanssont, aki a Hereafter meghallgatása után jelentkezett a zenekarba, s az év őszétől fogva annak tagjává is vált.

### 1996-1997: Az első album felvétele és kiadása
Két nagyobb zeneművek kiadásával, terjesztésével foglalkozó cégnek küldték el demójukat; a Marquee/Belle Antique (ázisiai székhelyű) kiadóknak, illetve egy svédországi stúdiónak, Roasting House-nak, hogy első nagylemezüket rögzíthessék. 1997-ben a Roasting House-ban fel is vették első nagylemezüket, az Entropiát, amely Ázsiában meg is jelenhetett a Marquee egyik kiadóján, az Avalonon keresztül. Az albumot pozitív visszajelzések fogadták, így a kiadó egy hétre Tokióba reptette Daniel Gildenlöwöt az album és a zenekar promotálásának céljából, ahol több kisebb koncertet és interjút is adott. Ekkor már az interneten is elég népszerűvé vált a zenekar, s főleg az online rendeléseknek köszönhetően az Entropia a világ minden tájára eljuthatott. A Pain of Salvation egyre nagyobb név lett a progresszív metal szcénában, s egyre több érdeklődés fogadta őket kiadók részéről is, így jelenhetett meg a debütáló lemez Európában először a romániai Rocris Discs gondozásában, 1997 végén.
Az album teljes európai terjesztéssel azonban csak 1999-ben jelenhetett meg, amikor a Pain of Salvation leszerződött az egyik legnagyobb progresszív metal zenével foglalkozó kiadóhoz, az InsideOut Music-hoz. Még ebben az évben megjelent második nagylemezük is, a One Hour by the Concrete Lake is, amely már Dél-Amerikában is megjelent a Hellion Records gondozásában.

### 1998-1999: A második album és a lemezszerződés
A debütáló lemez után már éppen megkezdődtek a második lemez munkálatai, amikor a zenekar gitárosa, Daniel Magdic kreatív ellentétekre hivatkozva kilépett a zenekarból (Daniel Magdic egyébként máig a zenekar közeli barátja). Rövid meghallgatások után Johan Hallgrent választották ki Magdic utódjául, aki egyébként egy rövid ideig zenélt már együtt Daniel Gildenlöw-vel a Crypt of Kerberos zenekarban. Johant azonnal mélyvízbe dobták, hiszen rá várt a feladat, hogy rögzítse a zenekar második nagylemezének gitársávjait, s egyúttal a régebbi számokat is meg kellett tanulnia nagyon rövid idő alatt. A lemez komplexitása miatt már úgy tűnt, hogy Daniel Gildenlöw fogja feljátszani a gitárok nagy részét, amikor kiderült, hogy Johan Hallgren három hét leforgása alatt már mindent megtanult. A zenekar második nagylemeze, a One Hour by the Concrete Lake így már úgy jelent meg, hogy annak elkészítésében Hallgren komoly szerepet vállalt. Így 1998-tól Johan Hallgren hivatalosan is a Pain of Salvation tagja lett.
1998 júliusában megjelent a zenekar második nagylemeze, a One Hour by the Concrete Lake, ezúttal is először Ázsiában, az Avalon gondozásában. Az albumot teljes mértékben pozitív kritikák fogadták a világ minden részén, egyes magazinok mesterműnek nevezték az albumot, mások pedig annak komplexitását, mélységét dicsérték. Ekkor indult meg az első komoly érdeklődés a zenekar iránt a kiadók részéről is, melynek köszönhetően a Pain of Salvation leszerződött Európa legnagyobb progresszív metallal foglalkozó kiadójával, az InsideOut Music-kal, s annak amerikai részlegével, az InsideOut Music America-val. Első komoly turnéjukra is ekkor került sor, a Treshold és az Eldritch zenekarok társaságában, illetve felléphettek a ProgPower fesztiválon, Hollandiában is.

### 1999-2003: Az első nagy sikerek ("The Perfect Element, part I" és a "Remedy Lane")
Rövid szünet után az együttes 2000 tavaszán rögzítette harmadik albumát, The Perfect Element, part I címmel, amely még az év októberében meg is jelent, óriási sajtóvisszhangot kiváltva az egész világon. Az album népszerűsítése céljából ismét turnéra indultak, melynek során bejárták Európát, és játszottak a londoni Arénában is. 2001-ben a zenekar eljutott az Egyesült Államokba is, ahol főzenekarként felléptek a ProgPower fesztiválon a Symphony X és az Evergrey társaságában.
Mindössze egy évvel később, rögzítették negyedik albumukat, melynek a Remedy Lane címet adták. A lemez érdekessége, hogy az albumot két hónap alatt írta meg Daniel Gildenlöw, részben budapesti élményeinek hatására. A rajongók és a média egyaránt az addigi legjobb munkának címkézték a frissen megjelent albumot. Ekkor kaptak meghívást a Dream Theatertől, s így különleges vendégként egész turnéjukon részt vett a Pain of Salvation.
Eredetiségével és koncepciózusságával mind a The Perfect Element, part I, mind a Remedy Lane (de a korábbi albumok is) megújították a progresszív zenékről alkotott felfogást, és egyben a progresszív metalzene egyik legelismertebb alakjaivá tette a zenekart.
A Pain of Salvation 2003. május 12-én egy különleges (ún. unplugged) koncertet adott a zenekar szülővárosában, Eskilstunában, nyolcvan meghívott vendég előtt. Ezt a koncertet rögzítették, s megjelentették 2004-ben 12:5 címen. A koncert a zenekar legkedveltebb számait szedte csokorba, azonban előadásmódja, hangszerelése különbözik az eredeti verzióktól, így a zenekar rajongói ezt az anyagot sokkal inkább önálló munkaként tartják számon. Egyes kritikák azonban úgy tartották, a dalok nagyon megváltoztak, szinte kifordultak önmagukból.

### 2004-2005: BE
2003 és 2004 között a zenekar egy különleges albumon dolgozott, egy konceptalbumon, amely a lét kérdéseiről és Isten természetéről szól. Daniel 1996 óta dolgozott az album anyagán, de az ötlet megvalósításának lehetősége ebben az időben vált reálissá. A megírt albumot többször is előadták speciális körülmények között Eskilstunában, gondosan előkészített színpadon, jelmezekkel, háttérvetítésekkel. Az album különlegessége, hogy egy kilencfős szimfonikus zenekart is tartalmaz, amely az előadásokon is rendelkezésre állt. Az előadások után Daniel Gildenlöw véglegesítette az anyagot és 2004-ben rögzítette azt immáron saját otthonában berendezett stúdiójában.
Így 2004 őszén megjelent a zenekar eddigi legjelentősebb anyaga, melyet egyszerűen "BE" névre kereszteltek el. Ez volt az első lemez is egyben, amely teljesen megosztotta a rajongókat, progresszivitásában, komplexitásában minden korábbi anyagot felülmúlt. Azonban az előbb említettek miatt sokkal a lemez sokkal nehezebben befogadható is, amelyet ráadásul nem is lehetett turnéztatni sem (óriási költségekkel járt volna egy ilyen jellegű előadást keresztülvinni Európán), ráadásul az album kereskedelmileg sem volt sikeres.
A lemez egyik központi témája Isten és az emberi lét kérdése, így a történet is e téma körül forog. A zenekar a lemez felvételei alatt létrehozott egy üzenetrögzítőt, amit bárki felhívhatott, és meghagyhatta üzenetét Istennek. Több száz üzenet érkezett, volt aki elmondta gondját, nevetett, vagy éppen sírt. Ezt a számot tartják a lemez egyik legmegérintőbb pontjának.

### 2005-: "Scarsick"
Mára a Pain of Salvation óriási rajongótáborral büszkélkedhet, megalakult az IFC (International Fan Club), melynek Németországban, Franciaországban, Görögországban, Olaszországban, Hollandiában és az Egyesült Államokban is vannak részlegei. Ez utóbbi országba azonban a jövőben nem valószínű, hogy visszatér a zenekar, Daniel Gildenlöw ugyanis kifejezte nemtetszését az amerikai vízumpolitikával kapcsolatban, Gildenlöw másik zenekarát, a Flower Kingset ugyanis ujjlenyomat hiányában nem engedték be az országba.
2006. február 21-én Kristoffer Gildenlöw hivatalosan is kilépett a zenekarból, mivel élete összeegyeztethetetlenné vált a zenekari próbákon való részvétellel, Kristoffer ugyanis Hollandiába költözött, a zenekar pedig továbbra is Eskilstunában él. Kristoffer nemsokára szólólemezt ad ki, illetve a Dial zenekar basszusgitárosa lett, melynek bemutatkozó lemezén is ő játszik.
A zenekar legutóbbi albuma, a Scarsick, mely 2007-ben jelent meg, bár annak kalózmásolata már sokkal korábban, 2006 decemberében az internetre került. Ez a lemez ismét a zenekarra koncentrál, és ezúttal a basszusgitáros részeket is Daniel Gildenlöw játszotta fel a lemezre. A lemez megjelenését óriási viták követték, a Scarsick megosztotta a rajongókat és a magazinok, szaklapok véleménye is eltérő a megjelent anyagról. A legnagyobb meglepetést azonban mégis az okozta, hogy a lemez bookletje szerint a Scarsick a korábban megjelent Perfect Element, part I második része is egyben.
A Scarsick megjelenését újabb turné követte, nemcsak Európába, de már Egyiptomba is eljutott a  zenekar, s a megüresedett basszusgitáros posztra Simon Andersson került, aki 2007 márciusában hivatalosan is a zenekar tagjává vált.
2007. március 2-án egy amszterdami koncertjüket rögzítették egy hamarosan DVD-n megjelenő koncertfelvételhez, mely egy dokumentumfilmet is tartalmaz majd.
2007 áprilisában bejelentették, hogy Johan Langell, a zenekar dobosa távozik a Pain of Salvationből, mivel gyerekeire, és hétköznapi életére akar koncentrálni. Helyére Leo Margarit érkezett, aki a notoddeni Motstøy fesztiválon mutatkozott be 2007. október 6-án.

## A zenekar

### Jelenleg tagjai
- Daniel Gildenlöw – ének, gitár (1984 óta)
- Johan Hallgren – gitár, vokálok (1998 óta)
- Fredrik Hermansson – billentyűsök, vokálok (1996 óta)
- Léo Margarit – dobok (2007 óta)
- Per Schelander – basszusgitár, vokálok (2008 óta) (session, turné tag)

### Tagjai voltak
- Simon Andersson – basszusgitár, vokálok (2007-2008)
- Johan Langell – dobok, percussion, vokálok (1990–2007)
- Kristoffer Gildenlöw – basszusgitár, cselló, vokálok (1994–2006)
- Daniel Magdic – gitár, vokálok (1984–1998)
- Gustaf Hielm – basszusgitár (1990–1994)
- Magnus Johansson – basszusgitár (1990)
- Joakim Strandberg – basszusgitár (1984–1990)
- Mikael Pettersson – dobok (1984–1990)

## Diszkográfia

### Albumok
- 1997: Entropia
- 1998: One Hour by the Concrete Lake
- 2000: The Perfect Element, part I
- 2002: Remedy Lane
- 2004: "BE"
- 2007: Scarsick
- 2009: Linoleum EP
- 2010: Road Salt One
- 2011: Road Salt Two
- 2017: In the Passing Light of Day
- 2020: Panther

### Koncertfelvételek
- 2004: 12:5
- 2005: "BE" (Koncert)
- 2009: Ending Themes (On the Two Deaths of Pain of Salvation) (2009, live DVD)

### Kislemezek
- 2000: Ashes
- 2010: Road Salt
- 2010: Sisters

### Demók
- 1996: Hereafter

## A zenekar Magyarországon
A Pain of Salvation a Magyarországra gyakran visszatérő zenekarok közé tartozik. Többször adtak koncertet fesztiválokon, és az A38 Hajón.
2001. június 23., Summer Rocks 2001, Petőfi Csarnok

2005. április 29., A38 Hajó

2007. február 13., A38 Hajó

2008. június 1., A38 Hajó